# فرانک بالدینو
فرانک بالدینو (انگلیسی: Frank Baldino Jr.; ۱۳ مهٔ ۱۹۵۳ – ۱۶ دسامبر ۲۰۱۰) داروشناس و کارآفرین آمریکایی بود، که در سال ۱۹۸۷ شرکت سفالون را تأسیس کرد.